# Танец чёрных тетеревов
Танец чёрных тетеревов (англ.  — Reel of the Black Cocks, на гэльск.  — Ruidle nan Coileach Dhubha) является традиционным шотландским танцем, характерным для северо-западной части Шотландии и внешних гебридских островов. Танец символизирует весенние брачные игры и драки самцов чёрных тетеревов, — «токование», используемое для отпугивания соперника и привлечения самок.
По другой версии, описанной в книге «Hebridean Dances: Dannsa nan Eileanach», танец представляет собой пантомиму уток и тетеревов. Когда каждая пара, уток или тетеревов, танцуют с друг другом, они становятся легкой добычей охотника. В качестве подтверждения своих слов, автор книги приводит в пример текст старой песни на гэльском языке:
Ruidhle na coileach dhubha
's dannsaidh na tunnagan
Ruidhle na coileach dhubha
Air a' bhruthaich shios ud.
Танец рассчитан на две пары, стоящих друг напротив друга. Танцоры, символизирующие уток и тетеревов стоят по диагонали относительно друг друга.
Танец исполняют на традиционных шотландских вечеринках, — céilidh и праздниках.